# Thor (Iowa)
Pour les articles homonymes, voir Thor (homonymie).
Thor est une ville du comté de Humboldt, en Iowa, aux États-Unis. Elle est fondée en 1869 et incorporée le 23 avril 1900.

## Source de la traduction
- (en) Cet article est partiellement ou en totalité issu de l’article de Wikipédia en anglais intitulé « Thor, Iowa » (voir la liste des auteurs).